# Les Dragons de Dorcastel
Les Dragons de Dorcastel (titre original : The Dragons of Dorcastle)  est le premier roman de la série de fantasy The Pillars of Reality de l'écrivain de Jack Campbell. Il est paru aux États-Unis en 2015 puis a été traduit en français et publié par les éditions L'Atalante en 2016.